# Haworthia cymbiformis
Haworthia cymbiformis là một loài thực vật có hoa trong họ Măng tây. Loài này được (Haw.) Duval mô tả khoa học đầu tiên năm 1809.

## Hình ảnh

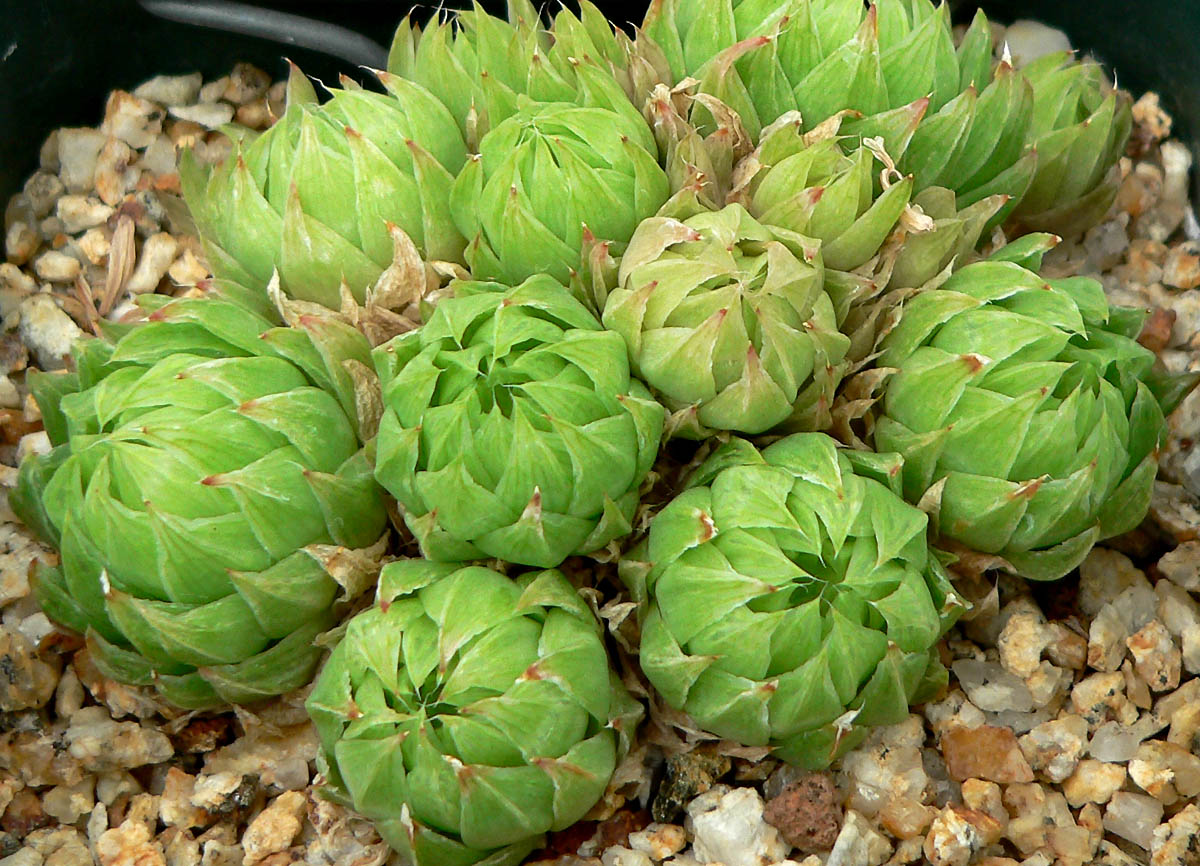
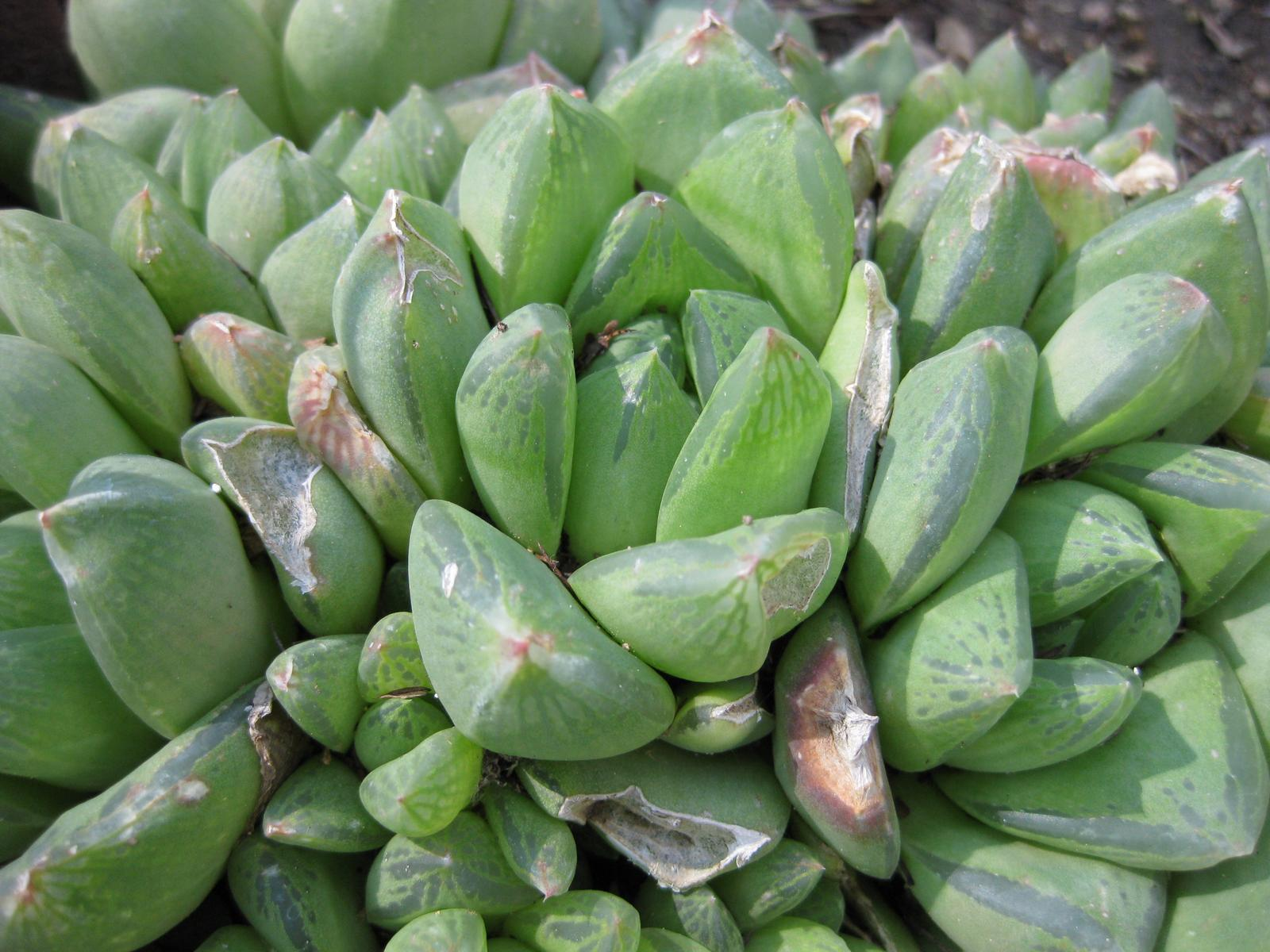
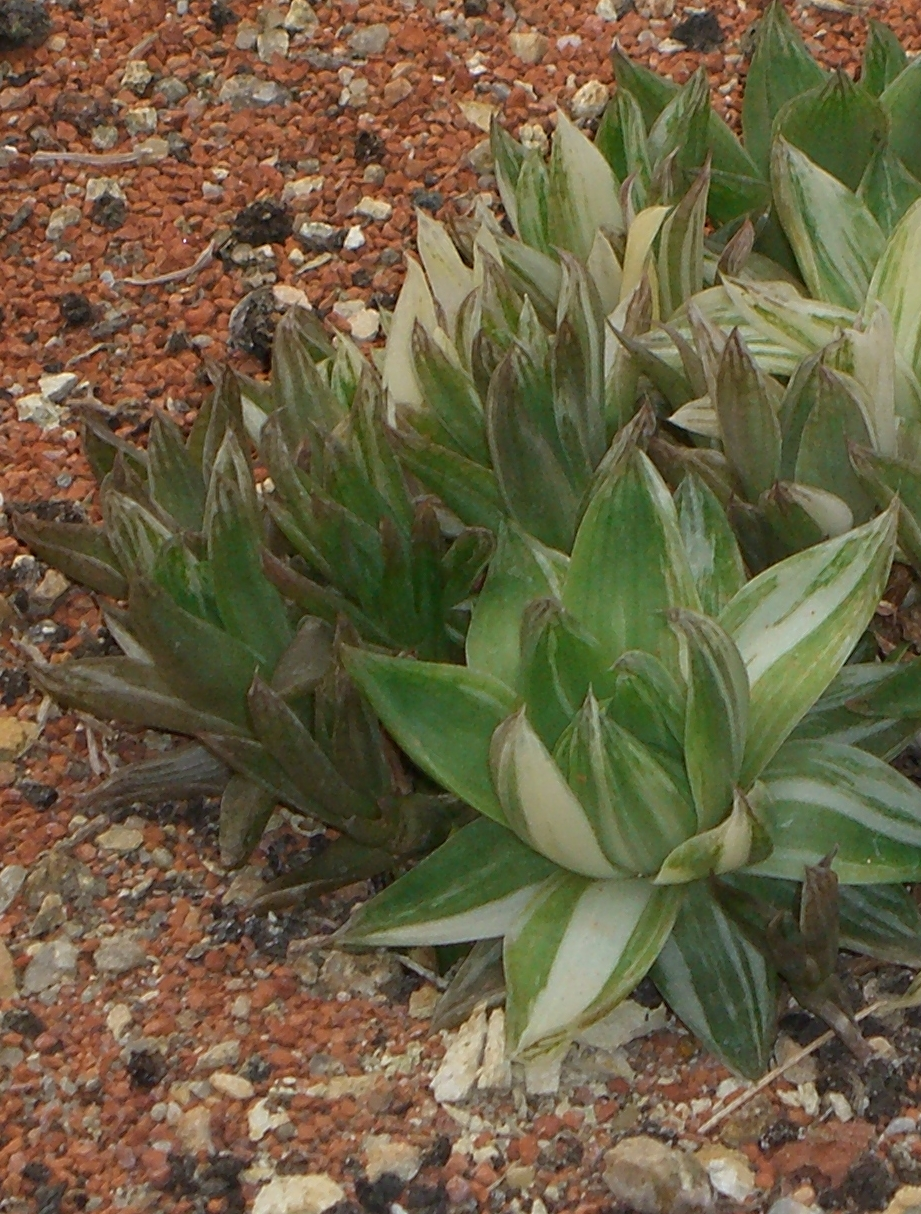
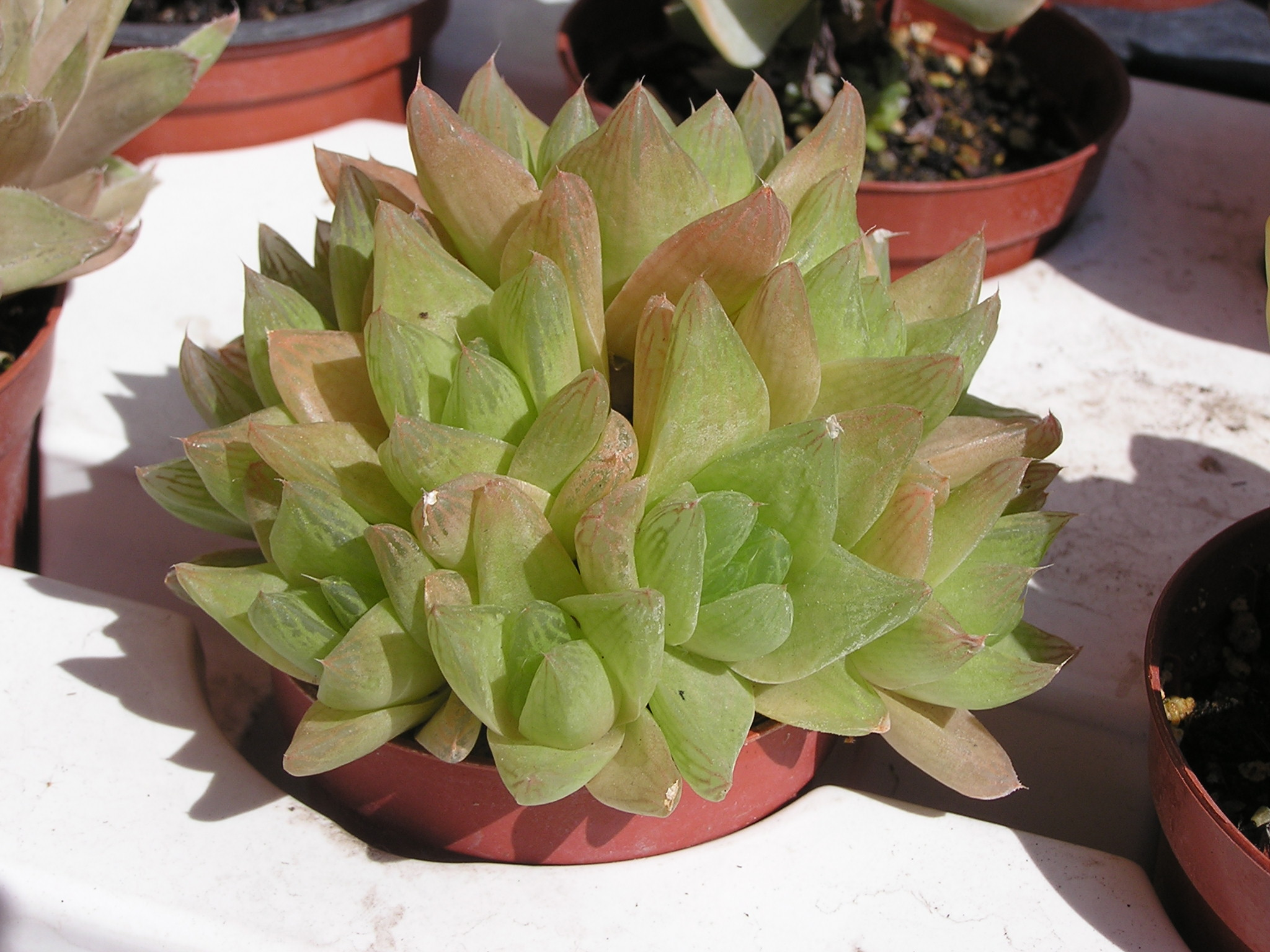